# 林容瑄
林 容瑄（りん ようせん）、またはルーカス・ユカ（Lucas Yuka、1984年11月11日 - ）は、女性グラビアモデル、歌手。現在は、フリーランス。台湾、台北市出身。東呉大学（中華民国）出身。独身。

## プロフィール
- 星座：さそり座
- 趣味：歌、ギター、髪をいじること
- 特技：ギターの専門知識
- 好きな食べ物：チョコレート
- 嫌いな食べ物：野菜、果物
- 自分が好きな歌手：張恵妹

## 略歴
2006年、20歳の時に台湾のバラエティ番組「我愛黒渋会」に出演している女性の中から選抜され、黑澀會美眉のメンバーとなった。その容姿から、グラビアモデルにもなり、写真集を出す等の人気が出て一躍トップアイドルとなった。2006年以降はドラマやバラエティ番組、スポーツ番組、教育番組など幅広いジャンルで活動した。
2007年4月、親しくしていた男性タレントとのプライベートなベッドシーンや入浴中の写真がインターネット上に出回る事件が起きた。この事件により、やむなく芸能活動を停止し、黑澀會美眉のメンバーからも外され、事実上の引退に追い込まれた。以後、活動は再開されていない。
この事件は、2007年初頭の台湾エンターテイメント業界を中心に大きな注目を集め、各種媒体で報道された。

## 主な出演作品

### バラエティー
- 我愛黒渋会（2006年 - 2007年）　台湾Channel-V